# Budowlani Łódź Sportowa (time de voleibol)
O Budowlani Łódź Sportowa Spółka Akcyjna é um clube de voleibol feminino polonês fundado em 2006

## História
O Budowlani Łódź sucedeu o Klub Sportowy Budowlani Łódź, em atividade a partir de 1948 e o voleibol feminino neste último surgiu em 1970, teve como melhor resultado a promoção a segunda divisão ocorrido nos anos 70 e 80, sendo suspensa as atividades no final desta última década para concentrar em outras modalidades..
Em 2005, os dirigentes do clube promoveram um ambicioso projeto para obter o acesso a elite do voleibol em tres temporadas consecutivas, partindo da terceira divisão na jornada 2006-07, vencendo todos os jogos e sem perder nenhum set.Já na segunda divisão no período 2007-08, mostrou sua força com 21 vitórias em 22 jogos disputados, disputando também a Copa da Polônia, figurando entre as doze melhores equipes, sendo a única equipe oriunda da segunda divisão.
Na temporada de 2008-09 consegue o acesso a divisão de elite, perdendo apenas dois jogos na temporada e disputou as quartas de final da Copa da Polônia e em sua estreia na Plusliga tornou-se a "zebra" da competição, terminando na quarta colocação final, obtendo seu primeiro título, o da Copa da Polônia, obtendo a qualificação para a Liga dos Campeões da Europa de 2010-11.

## Títulos

### Competições Nacionais
- Campeonato Polonês: 0

- Copa da Polônia: 2

2009-10, 2017-18
- Supercopa Polonesa: 2

2017, 2018

### Competições Internacionais
- CEV Champions League: 0